# Larry Rust
Larry Rust (18. února 1953 – 25. listopadu 2016) byl americký klávesista. Na klavír začal hrát ve svých sedmi letech a od čtrnácti hrál v první kapele. V letech 1999 až 2005 byl členem skupiny Iron Butterfly (s krátkou přestávkou v roce 2003). V roce 2006 vydal své sólové album Obsession. V listopadu 2016 prodělal cévní mozkovou příhodu. Zemřel o několik týdnů později ve spánku ve věku 63 let.